# Soda Limonada Antarctica
Soda Limonada Antarctica, é o nome histórico de um refrigerante do Brasil, agora conhecido por “Soda Antarctica”, pertencente à empresa AmBev.

## História
O refrigerante Soda Limonada Antarctica foi produzido pela primeira vez em 1912, pela então “Companhia Antarctica Paulista”. Desde então é o carro-chefe da empresa na produção de refrigerantes de sabor limão.
No ano de 1989 foi lançada a sua versão Diet.
Em 1999 com a fusão das empresas Companhia Antarctica Paulista e a Companhia Cervejaria Brahma, o refrigerante Soda Limonada Antarctica passa a ser produzido pela Companhia de Bebidas das Américas (AmBev).
Em 2002, toda a linha de refrigerantes da AmBev passa por reformulações, e o nome “Soda Limonada Antarctica” dá lugar a “Soda Antarctica”.

## Composição
O refrigerante Soda Antarctica é comercializado em garrafas de vidro de 290 ml, lata de 350 ml e garrafas PET de 237 ml, 600 ml, 2 litros e 2,5 litros, há também, garrafa PET de 1 litro comercializada somente na região Nordeste do Brasil.
| Informação nutricional de Soda Limonada Antarctica Porção de: 200 ml | Informação nutricional de Soda Limonada Antarctica Porção de: 200 ml | Informação nutricional de Soda Limonada Antarctica Porção de: 200 ml |
| Quantidade por porção                                                | VD%                                                                  |                                                                      |
| Valor energético                                                     | 92 Kcal                                                              | ?                                                                    |
| Carboidratos                                                         | 23 g                                                                 | ?                                                                    |
| Sódio                                                                | 11 mg                                                                | ?                                                                    |
| Cálcio                                                               | 1,14 mg                                                              | ?                                                                    |
| Potássio                                                             | 3,8 mg                                                               | ?                                                                    |
| -------------------------------------------------------------------- | -------------------------------------------------------------------- | -------------------------------------------------------------------- |

O refrigerante em sua versão normal possui como ingredientes aromatizantes naturais compostos, água gaseificada, açúcar, sendo os carboidratos contidos originais do próprio suco da fruta (frutose), óleo essencial de limão, conservador benzoato de sódio, edulcorante (sacarina sódica e ciclamato de sódio).
É um produto não alcoólico, sem glúten e não possui quantidades significativas de proteínas, gorduras totais (portanto não gorduras saturadas, gorduras trans etc.) ou fibras alimentares. O produto contem muito menos de sais minerais que uma água de soda típica.

## Prazo de Validade
O prazo de validade varia conforme a embalagem sendo de:
- 105 dias para embalagem PET de 2,5 litros.
- 4 meses para embalagem PET de 237 ml.
- 6 meses para embalagem PET de 600 ml, 1 litro e 2 litros.
- 9 meses para latas de alumínio de 350 ml e garrafas de vidro de 290 ml.